# Hans Lehmacher
Hans Lehmacher (* 28. Januar 1925 in Köln; † 4. März 1992 in Düren) war von 1986 bis 1990 Stadtdirektor von Düren.
Nach dem Abitur im Jahre 1943 studierte Lehmacher von 1945 bis 1951 Jura. 1951 wurde er zum Dr. jur. promoviert. Danach war er von 1953 bis 1959 bei der Staatsanwaltschaft und bei der Finanzverwaltung Nordrhein-Westfalen tätig.
Am 16. Oktober 1959 trat er in Düren sein Amt als Beigeordneter und Stadtkämmerer an. Ab dem 1. Dezember 1966 war Lehmacher dann stellvertretender Stadtdirektor. Sein Amtsantritt zum Stadtdirektor erfolgte dann am 1. November 1986, nachdem der Stadtrat ihn am 25. Juli gewählt hatte. Nach Erreichen der Altersgrenze wurde Lehmacher am 31. Januar 1990 in den Ruhestand versetzt.
Sein Vorgänger war Hubert Lentz, sein Nachfolger wurde Eckhard Creutz.